# Dorrigo
Dorrigo (967 habitants) est un village du Nord de la Nouvelle-Galles du Sud, en Australie dans le comté de Bellingen.
Le nom de la ville vient du mot aborigène local "Dundurrigo" qui désigne une espèce d'eucalyptus trouvé dans la région.
Il est situé à 580 kilomètres au Nord de Sydney et à 60 kilomètres de la ville côtière de Coffs Harbour, sur le plateau Dorrigo dans la Cordillère australienne à 740 m d'altitude.
Dorrigo est célèbre par ses précipitations et son brouillard et l'on a l'habitude de dire qu'à Dorrigo, les nuages circulent dans les rues.